# Eriphus purpuratus
Eriphus purpuratus är en skalbaggsart som beskrevs av Louis Alexandre Auguste Chevrolat 1862. Eriphus purpuratus ingår i släktet Eriphus och familjen långhorningar.
Artens utbredningsområde är Paraguay. Inga underarter finns listade i Catalogue of Life.